# 若瑟·貝托里
若瑟·貝托里（義大利語：Giuseppe Betori；1947年2月26日—）是意大利籍天主教司鐸級樞機及佛羅倫薩總教區總主教。

## 生平
貝托里於1947年2月26日在意大利中部翁布里亞大區佩魯賈省的城市莊福利尼奧出生。他於1970年9月26日，在福利尼奧教區晉鐸。他在宗座額我略大學獲得了神學和在宗座聖經學院聖經博士學位。他是人類學聖經註釋教授及阿西西的神學院院長。他還擔任過意大利主教團秘書長。
2001年5月6日由卡米洛·魯伊尼樞機祝聖為主教，並被時任教宗若望·保祿二世任命為法萊隆內領銜教區領銜主教。2008年10月26日，接替恩尼奧·安東內利樞機被任命為佛羅倫薩總教區正權總主教。2011年11月5日，一名男子在總主教辦公室外，開槍打傷了總主教秘書腹部，並企圖暗殺總主教。貝托里總主教和目擊者表示，槍手說了句指了指他的槍支，但總主教無法理解他的意圖。
2012年2月18日，被時任教宗本篤十六世任為司鐸級樞機，領科爾索大道聖瑪策祿堂區司鐸銜。2014年5月17日，任宗座平信徒理事會的成員。